# Opposition en droit français
Pour les articles homonymes, voir Opposition.
Le mot opposition désigne toute manifestation de volonté par laquelle une personne arrête l'exécution d'un processus juridique ou judiciaire. Il ne faut pas confondre ce terme avec la tierce opposition.

## Types

### Opposition à un acte juridique
L'opposition est le nom donné à une voie de droit qui est ouverte à la personne qui, n'ayant pas reçu personnellement la notification ou la signification d'un avis d'avoir à comparaître à l'audience, a été condamné par un tribunal qui a rendu un jugement "par défaut". Cette personne demande alors au juge qu'il l'entende et qu'il modifie sa décision. Par l'opposition, la juridiction qui a statué est ressaisie de l'affaire en son entier et un nouveau débat s'instaure contradictoirement entre les parties. L'opposition remet donc en question, devant le même juge, les points jugés par défaut pour qu'il soit à nouveau statué en fait et en droit. 
Autrement dit, l'opposition a pour objet de faire à rétracter un jugement rendu par défaut. Elle n'est ouverte qu'au défaillant. 
L'opposition peut être formé en matière civile et en matière pénale. 

### Opposition en matière civile
Plusieurs conditions cumulatives doivent être respectées afin de pouvoir former une opposition en matière civile :
- Il doit s'agir d'une décision de justice rendue en matière civile ;
- Le défendeur doit avoir été absent lors du procès (jugement par défaut rendue en matière civile par un tribunal d'instance, un tribunal de grande instance ou une cour d'appel ;
- Le défendeur doit avoir été condamné.

L'opposition ne peut être formée que dans un délai d'1 mois à partir de la notification du jugement par défaut. Lorsque tribunal qui a rendu la décision se situe en outre-mer et que le demandeur réside en métropole, les délais sont augmentés d'1 mois. 
De même, si le tribunal concerné se situe en métropole et que le demandeur réside en outre-mer, les délais sont également augmenté d'1 mois.
Lorsque le demandeur réside à l'étranger, l'opposition doit être formée dans un délai de 3 mois à partir de la notification du jugement par défaut.
À l'expiration du délai d'opposition, la décision du tribunal est définitive. Le jugement retrouve donc sa force de chose jugée.
Toutefois, l'utilisation de la procédure d'opposition est limitée à certaines matières et juridictions. C'est ainsi qu'il ne peut y avoir de procédure d'opposition contre un arrêt rendu par la Cour de Cassation, ni contre un jugement du juge de l'exécution, ni contre une décision rendue par le tribunal des affaires de Sécurité Sociale.

### Opposition en matière pénale
En matière pénale, l'opposition est une voie de recours permettant à la personne qui a été condamné par un jugement par défaut, d'être convoqué devant un tribunal correctionnel pour y être de nouveau jugé.
Le jugement par défaut sera considéré comme non avenu dans toutes ses dispositions, si le prévenu forme opposition à son exécution.
Il peut toutefois limiter cette opposition aux dispositions civiles du jugement.
L’opposition peut être formée contre : 
- les jugements du tribunal de police ;
- les jugements du tribunal correctionnel ;
- les arrêts de Chambre des appels correctionnels ;
- les ordonnances pénales rendue sans citation du prévenu et débat contradictoire.

En matière d'ordonnance pénale, le délai d'opposition est de 45 jours à compter de sa notification.
En matière de jugements et d'arrêts, les délais dépendent du mode de signification.
Si la signification du jugement a été faite à la personne du prévenu, l'opposition doit être formée dans le délai de : 
- 10 jours si le prévenu réside en France métropolitaine ;
- 1 mois s'il réside hors du territoire national (à compter de cette signification).

Si la signification du jugement n'a pas été faite à la personne du prévenu, l'opposition doit être formée dans le délai de : 
- 10 jours si le prévenu réside dans la France métropolitaine ;
- 1 mois s'il réside hors du territoire national (à compter de la signification du jugement faite à domicile, à étude d'huissier de justice ou à parquet)[7].